# Sulzbach (Taunus)
Pour les articles homonymes, voir Sulzbach.
Sulzbach (Taunus) est une municipalité allemande située dans le land de la Hesse et l'arrondissement de Main-Taunus.

## Politique et administration
| Période | Période  | Identité     | Étiquette | Qualité |
| ------- | -------- | ------------ | --------- | ------- |
| 2010    | 2016     | Renate Wolf  | SPD       |         |
| 2016    | en cours | Elmar Bociek | CDU       |         |

### Jumelages
La commune de Sulzbach (Taunus) est jumelée avec :
- Pont-Sainte-Maxence (France) depuis 1982
- Jablonec nad Jizerou (Tchéquie) depuis 1987
- Schönheide (Allemagne) depuis 1990